# Henry Somerset (5. książę Beaufort)
Henry Somerset, 5. książę Beaufort KG (ur. 16 października 1744 w Londynie, zm. 11 października 1803) – angielski arystokrata, jedyny syn Charlesa Somerseta, 4. księcia Beaufort, i Elizabeth Berkeley, córki Johna Symesa Berkeleya.
Od 1745 był tytułowany markizem Worcester. Po śmierci ojca, w 1756, odziedziczył tytuł 5. księcia Beaufort. Po osiągnięciu pełnoletniości zasiadł w Izbie Lordów. W latach 1760–1763 pobierał nauki w Oriel College na Uniwersytecie Oksfordzkim. Od 1767 do 1772 był wielkim mistrzem Pierwszej Wielkiej Loży Anglii. W latach 1768–1770 był koniuszym królowej Charlotty. W 1771 został lordem namiestnikiem Monmouthshire. 2 czerwca 1786 został kawalerem Orderu Podwiązki. W latach 1787–1799 był lordem namiestnikiem Leicestershire. W latach 1787–1803 był lordem namiestnikiem Brecknockshire. W 1803 został 5. baronem Botetourt.
2 stycznia 1766, w kościele św. Jerzego w Londynie, poślubił Elizabeth Boscawen (28 maja 1747 – 15 czerwca 1828), córkę admirała Edwarda Boscawena i Francis Glanville, córki Williama Glanville'a. Henry i Elizabeth mieli razem siedmiu synów i trzy córki:
- Georgiana Somerset (zm. 19 maja 1856), żona podpułkownika Stirlinga Glovera; nie miała dzieci
- Henry Charles Somerset (22 grudnia 1766 – 2 grudnia 1835), 6. książę Beaufort
- Charles Henry Somerset (2 grudnia 1767 – 18 lutego 1831)
- Harriet Isabella Elizabeth Somerset (9 lipca 1775 – 1 czerwca 1855), żona pułkownika Henry'ego Mitchella; miała dzieci
- Edward Henry Somerset (19 grudnia 1776 – 1 września 1842)
- Arthur John Henry Somerset (12 lutego 1780 – 18 kwietnia 1816), ożenił się z Elizabeth Boscawen; miał dzieci
- Elizabeth Somerset (ok. 1781 – 5 maja 1836), żona Charlesa Talbota; miała dzieci
- William George Henry Somerset (2 września 1784 – 14 stycznia 1861), ożenił się z Elizabeth Molyneux i Frances Brady; miał dzieci z pierwszego małżeństwa
- pułkownik John Thomas Henry Somerset (30 sierpnia 1787 – 3 października 1846), ożenił się z Catherine Annesley; miał dzieci
- FitzRoy James Henry Somerset (30 września 1788 – 28 czerwca 1855), 1. baron Raglan.

Beaufort został pochowany w Badminton w hrabstwie Gloucestershire. Tytuł książęcy odziedziczył jego najstarszy syn.